# ۱۴۰۷ (قمری)
۱۴۰۷ (قمری)، هزار و چهارصد و هفتمین سال در گاهشماری هجری قمری است. اول محرم این سال برابر با ششم سپتامبر سال ۱۹۸۶ میلادی است.